# انعدام الكاتالاز
انعدام الكاتالاز (بالإنجليزية: Acatalasia أو acatalasemia)‏ أو داء تاكاهارا (بالإنجليزية: Takahara's disease)‏:809 هو اضطراب جسيم تأكسدي متنحي سببه فقدان تام لإنزيم الكاتالاز.

## الصفات السريرية
هذا المرض حميد عموما، لكن هنالك زيادة في حالات عدوى وداعم السن، بالإضافة إلى حدوث غنغرينا في ظروف نادرة.

## الجينات
يحدث انعدام الكاتالاز بسبب طفرة في جين مسؤول عن التشفير لإنزيم الكاتالاز.

## الانتشار
يقدر الباحثون حدوث انعدام الكاتالاز في فرد واحد من كل 12500 فرد في اليابان وفرد واحد من كل 20000 في المجر وفرد واحد من كل 20000 فرد في سويسرا.